# Thunbergia quadrialata
Thunbergia quadrialata är en akantusväxtart som beskrevs av Gustav Lindau. Thunbergia quadrialata ingår i släktet thunbergior, och familjen akantusväxter. Inga underarter finns listade i Catalogue of Life.